# Andreas Guestadius
Andreas Bothvidi Guestadius (Gnestadius), död 12 februari 1656 i Flisby församling, Jönköpings län, var en svensk präst i Flisby församling.

## Biografi
Andreas Guestadius föddes på Gustad i Vikingstads församling. Han blev 1621 student vid Uppsala universitet och prästvigdes 1622. Guestadius blev 1633 komminister i Tjärstads församling och 1643 kyrkoherde i Flisby församling. Han avled 12 februari 1656 i Flisby församling.